# Asbjørn Andersen (Schauspieler)
Asbjørn Andersen (* 30. August 1903 in Kopenhagen; † 10. Dezember 1978 in Silkeborg) war ein dänischer Schauspieler und Regisseur.

## Leben
Andersen wuchs als Sohn des Rangierers Jens Andersen (1867–1939) und seiner Frau Maren Hansen (1867–1941) in Kopenhagen auf. Im Jahr 1922 legte er sein Examen ab und war danach beruflich zunächst im Landmaschinen-Vertrieb sowie auch im Zolldienst tätig. Andersen war von 1926 bis 1928 als Schauspielstudent am Betty Nansen-Theater, wo er bis zum Jahr 1937 engagiert war. Danach spielte er an verschiedenen Theatern in ganz Dänemark, so auch am Nørrebro-Theater. Ab dem Jahr 1957 war er dann am Königlichen Theater Kopenhagen engagiert.
Andersen wirkte zwischen 1929 und 1976 in etwas mehr als 130 Film-und-Fernsehproduktionen mit. Sein erster Auftritt fand noch in einem Stummfilm statt. Zudem übernahm er zwischen 1946 und 1952 auch in neun Filmen die Regie. Andersen hatte dafür in den 1930er-Jahren eine Schule für Filmregie im Vereinigten Königreich besucht. Er war auch als Setdesigner am Theater und bei Nordisk Film tätig.
Andersen war in erster Ehe ab 1936 mit einer aus Argentinien stammenden Journalistin verheiratet. Die Ehe blieb kinderlos. Ab dem 14. November 1945 bis zu seinem Tod war er in zweiter Ehe mit der Theaterschauspielerin Tove Dyrhauge verheiratet. Seine aus dieser Ehe stammende Tochter Ulla Andersen ist ebenfalls als Schauspielerin tätig.
Seine letzten Rolle hatten Andersen im Jahr 1976 in den Filmen Die Olsenbande sieht rot und Olsenbanden for full musikk. Danach zog er sich aus dem Berufsleben zurück. Am 10. Dezember 1978 starb er im Alter von 75 Jahren. Seine Grabstätte befindet sich auf dem Bispebjerg-Kirkegard.

## Filmografie (Auswahl)
- 1955: Die Verblendeten (Blaenvaerk)
- 1959: Pao aus dem Dschungel (Paw)
- 1961: Reptilicus
- 1966: Slap af, Frede!
- 1971: Ballade på Christianshavn
- 1972: Die Olsenbande und ihr großer Coup (Olsen-bandens store kup)
- 1976: Die Olsenbande sieht rot (Olsen-banden ser rødt)
- 1976: Olsenbanden for full musikk